# صدای خاموش (مانگا)
صدای خاموش (ژاپنی: 聲の形 هپبورن: Koe no Katachi) که شکل صدا نیز ترجمه می‌شود، یک مجموعه مانگا ژاپنی است که توسط یوشیتوکی اویما نوشته و مصورسازی شده‌است. این سری برای اولین بار در فوریه ۲۰۱۱ توسط انتشارات کودانشا به صورت نسخه مستقل و جداگانه در مجله بساتسو شونن انتشار یافت و سپس به شکل مجموعه‌ای کامل به تعداد هفت جلد تانکوبون از اوت ۲۰۱۳ تا نوامبر ۲۰۱۴ در هفته‌نامه شونن مگزین منتشر شد. یک فیلم انیمیشنی نیز به همین نام توسط استودیو کیوتو انیمیشن و به کارگردانی نائوکو یامادا بر اساس این مجموعه دستمایه اقتباس سینمایی قرار گرفت و در ۱۷ سپتامبر ۲۰۱۷ در کشور ژاپن به نمایش درآمد.

## داستان
یک دختر ناشنوای دبستانی به نام شوکو نیشیمیا، پس از انتقال به مدرسه‌ای جدید، در کلاس با پسری به نام شویا ایشیدا آشنا می‌شود. شویا به دلیل اختلال ناشنوایی شوکو، شاگردهای کلاس را در قلدری کردن نسبت به او رهبری می‌کند. با ادامه یافتن زورگویی‌ها، نیشیمیا به اجبار دوباره منتقل می‌شود و بچه‌های کلاس و معلم علیه شویا می‌شوند و شروع به قلدری کردن نسبت به او برای آزار رساندن به شوکو می‌کنند. پس از فارغ‌التحصیل از مدرسه ابتدایی، شوکو و شویا دیگر یکدیگر را ملاقات نکردند، تا زمانی که شویا از گذشته خود پشیمان شده و تصمیم می‌گیرد یک بار دیگر شوکو را ببیند. شویا تلاش می‌کرد تا رفتار ناپسند خود در مدرسه ابتدایی را جبران کند و تبدیل به دوست شوکو شود.